# Südvorstadt (Lipsia)
La Südvorstadt è un quartiere nel distretto meridionale (Stadtbezirk Süd) di Lipsia, Germania.
La Südvorstadt è attraversata da nord a sud dalla Karl-Liebknecht-Straße.
Grazie alla sua vicinanza al centro città, ma anche a grandi spazi verdi, è una popolare zona residenziale con vecchi edifici del periodo Gründerzeit. Il fatto che sia particolarmente preferita dai giovani è spiegato in particolare dalla scena pubblicitaria, cabaret e alternativa sviluppata lungo la Karl-Liebknecht-Straße e dalla vicinanza dell'Università di Lipsia.

## Popolazione
| Anno | Abitanti |
| ---- | -------- |
| 2000 | 16.909   |
| 2005 | 19.920   |
| 2010 | 22.470   |
| 2015 | 24.847   |
| 2020 | 26.255   |
| 2023 | 26.528   |

## Geografia
Il quartiere di Südvorstadt si estende tra il centro della città e il quartiere di Connewitz. Fu istituita come unità amministrativa quando la città fu divisa in aree municipali nel 1992 e non coincide completamente con il quartiere storico di Südvorstadt. Quest'ultima iniziò immediatamente a sud della circonvallazione interna della città ed è nota come Südvorstadt Interiore, che fa parte del quartiere amministrativo Zentrum-Süd. Tuttavia, l'attuale quartiere di Südvorstadt comprende solo la Südvorstadt Ulteriore, il cui confine settentrionale è la Körnerstraße, la Mahlmannstraße e la Rennbahnweg (1 km a sud del Martin-Luther-Ring e 1,7 km a sud del Markt di Lipsia).
Il confine meridionale della Südvorstadt - fino al vicino quartiere di Connewitz - corre lungo la Richard Lehmann-Straße. Fu anche il limite della città di Lipsia fino a quando Connewitz non fu incorporata nella città di Lipsia nel 1891. A est, la Südvorstadt è delimitata dall'incrocio della linea ferroviaria Leipzig-Hof dalla Bayerischer Bahnhof; oltre, si trova il quartiere Zentrum-Süd. A ovest, confina con i margini della foresta fluviale di Lipsia, la riva occidentale del letto alluvionale dell'Elster e le strade Schleußiger Weg e Wundtstraße sono definite come confine del quartiere. A ovest si trova il quartiere di Schleußig o la foresta Connewitzer Holz.
Il quartiere - come distretto statistico - ha un'estensione nord-sud di 1,2 km e un'estensione est-ovest di 2 km.

## Siti e cultura

### Edifici

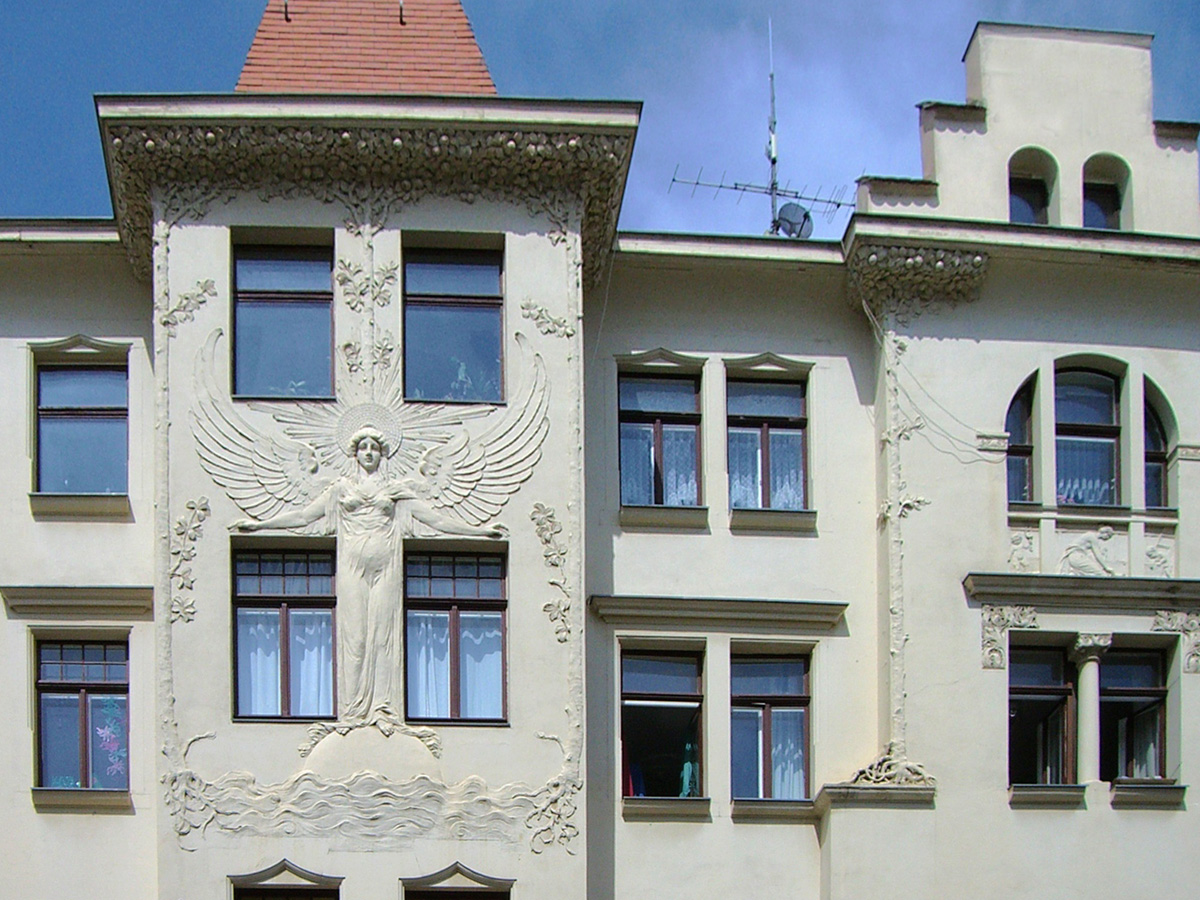
Facciata in stile Art Nouveau su Arndtstraße
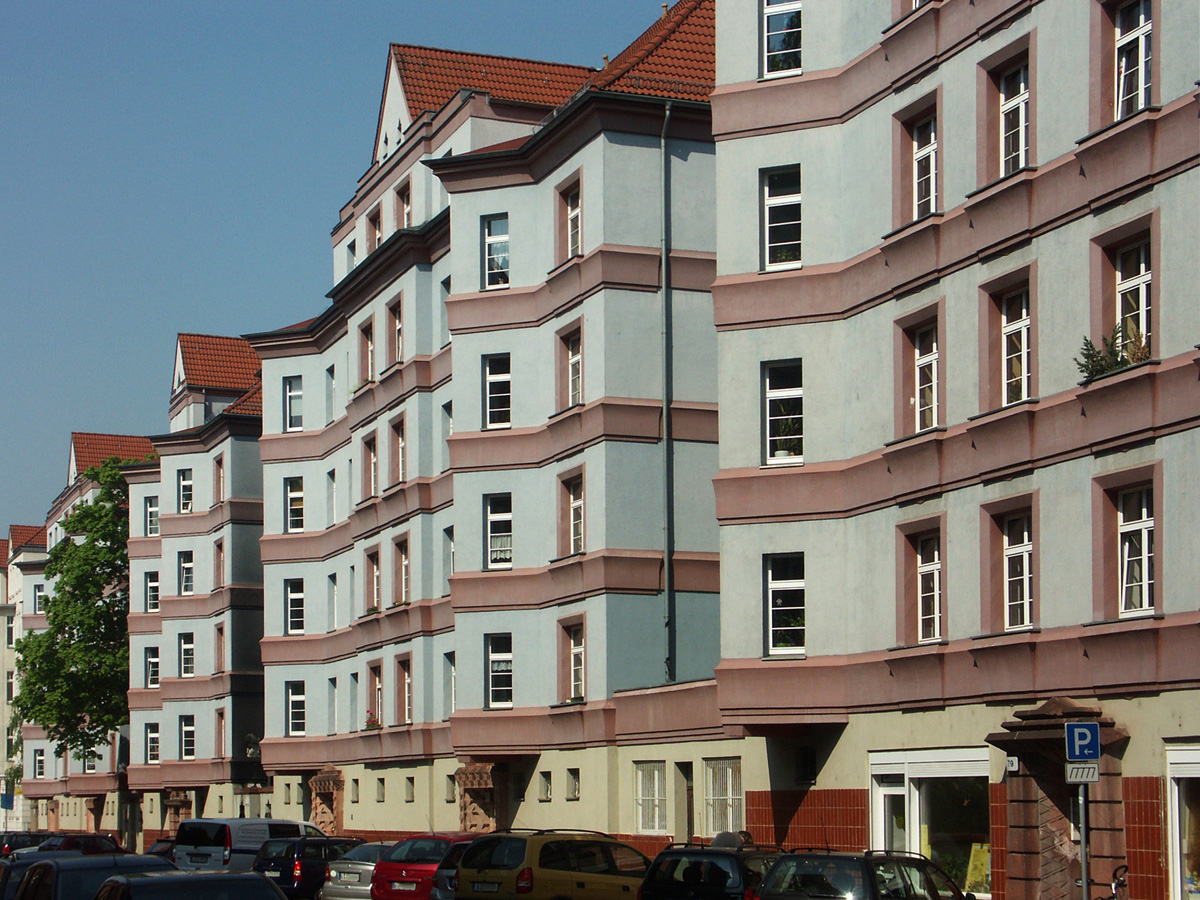
Edificio Art Déco sulla Steinstraße
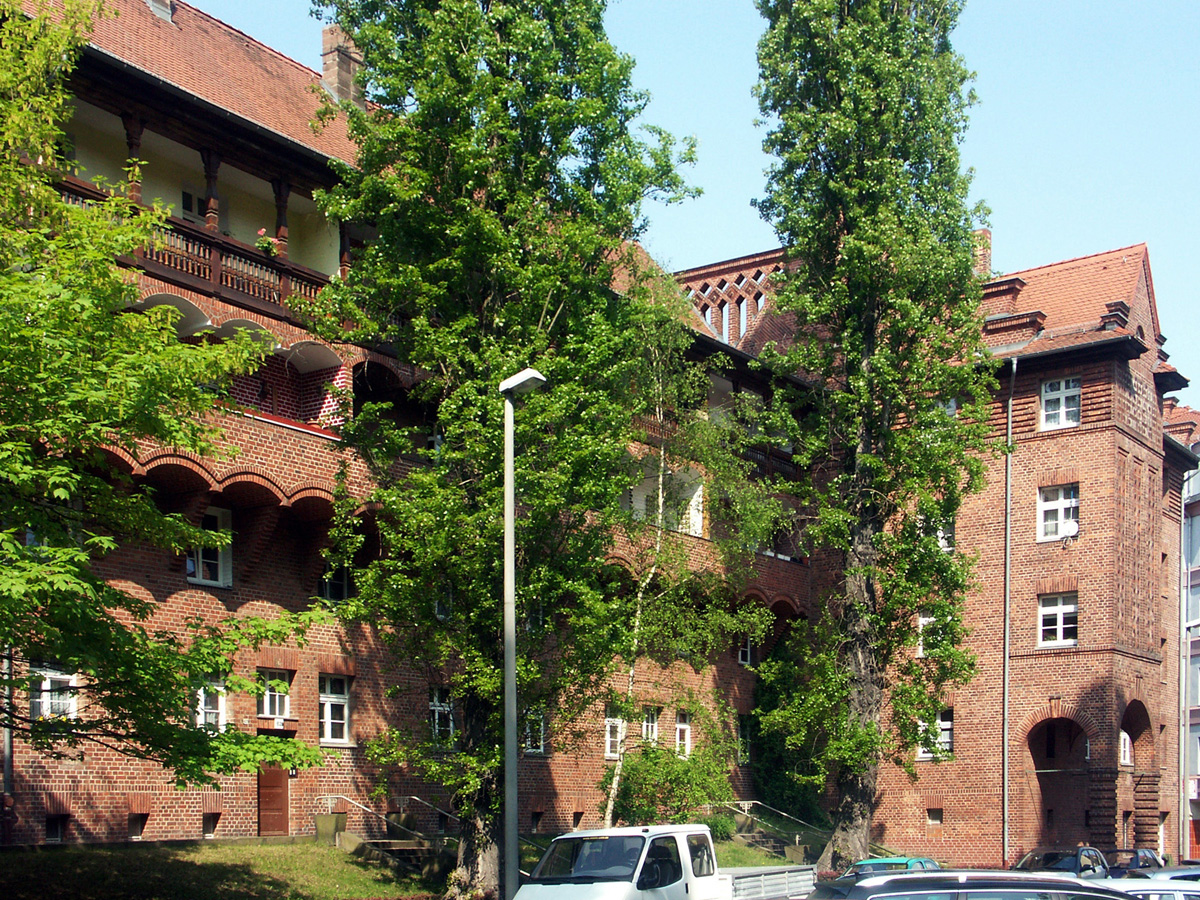
Lößniger Strasse (architetto Carl James Büring)
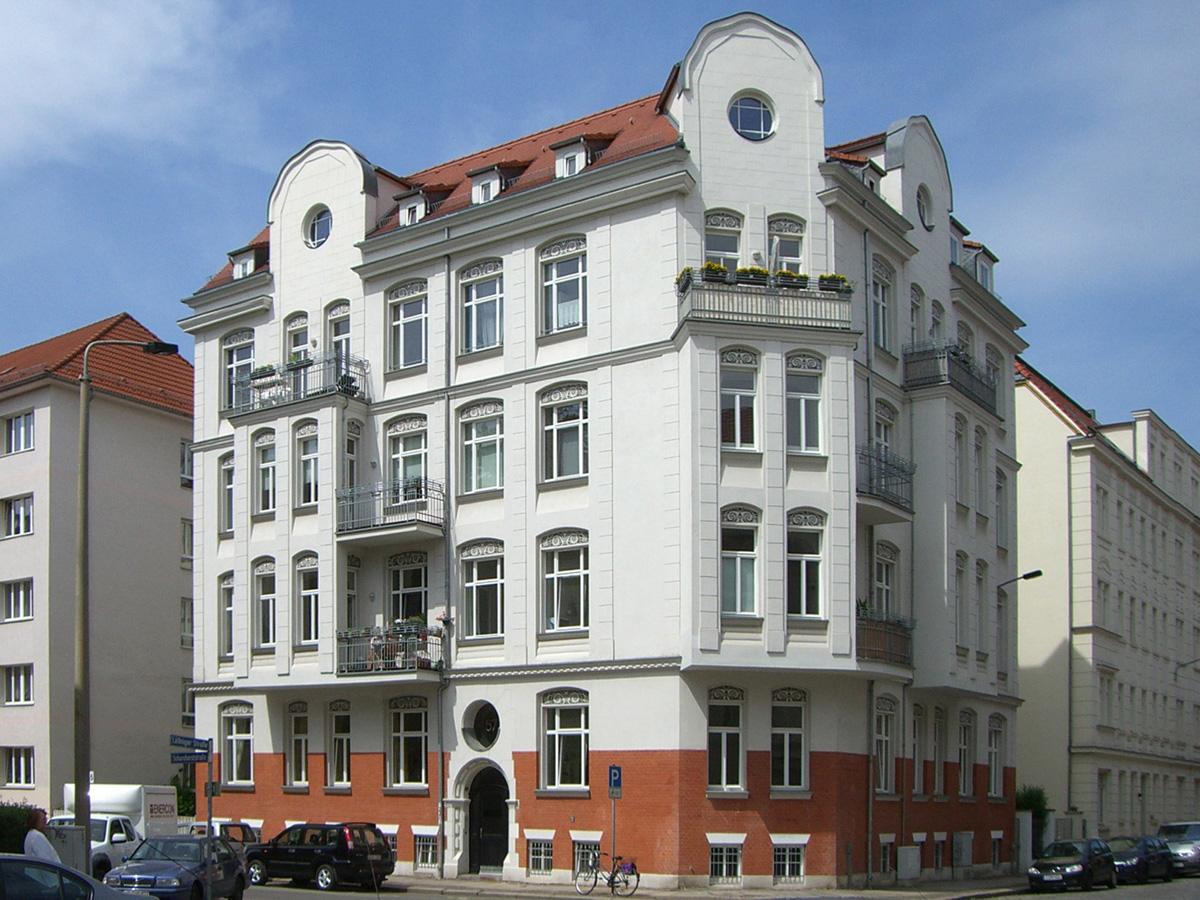
Edificio residenziale Lößniger all'angolo con Scharnhorststraße
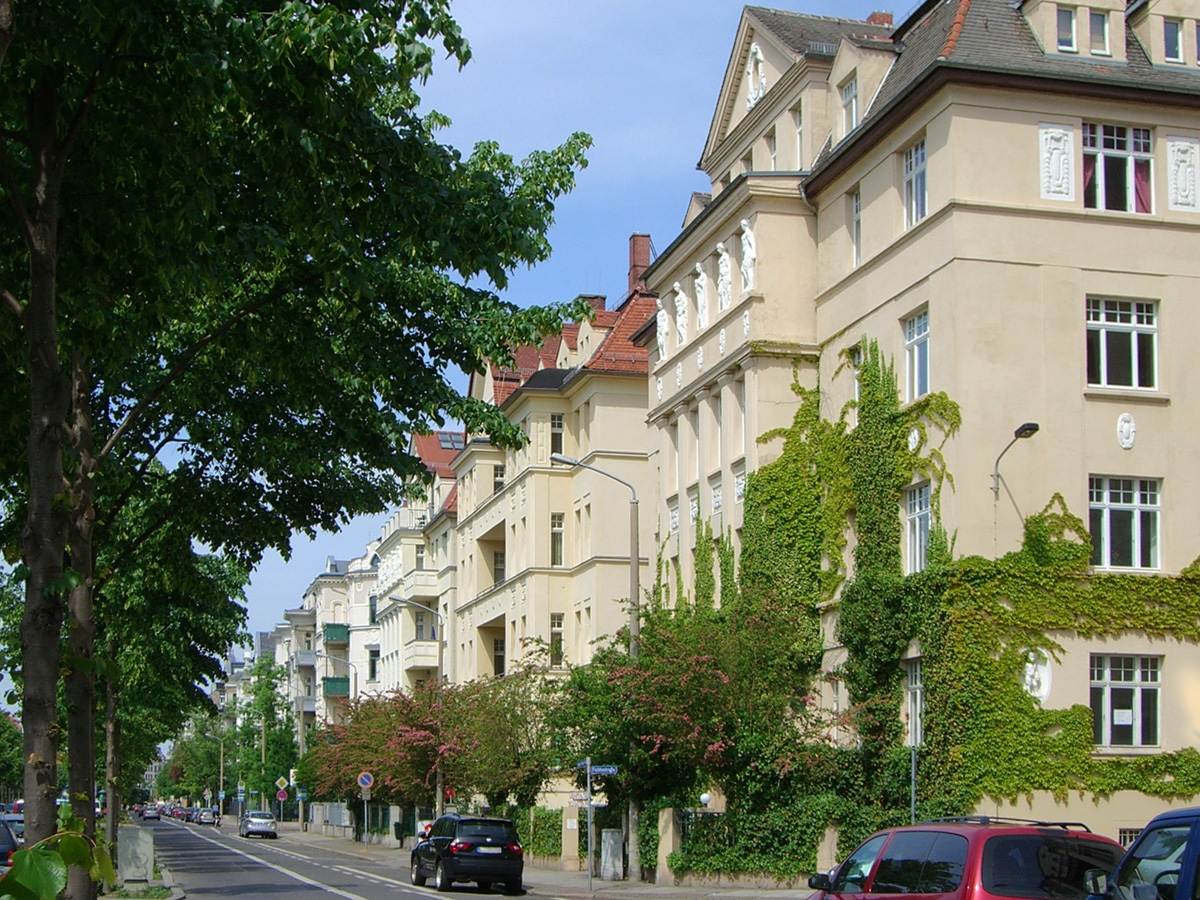
August-Bebel-Straße
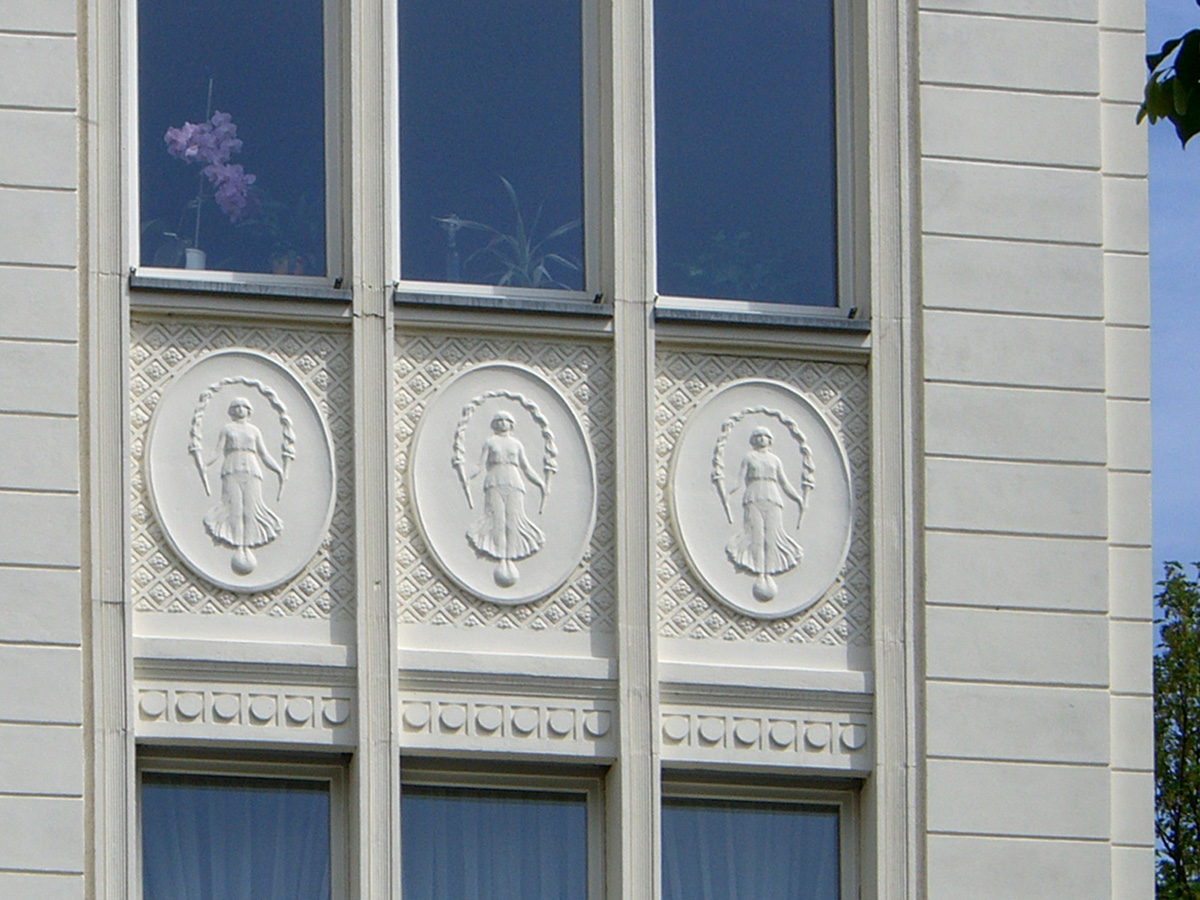
Particolare della facciata della August-Bebel-Straße
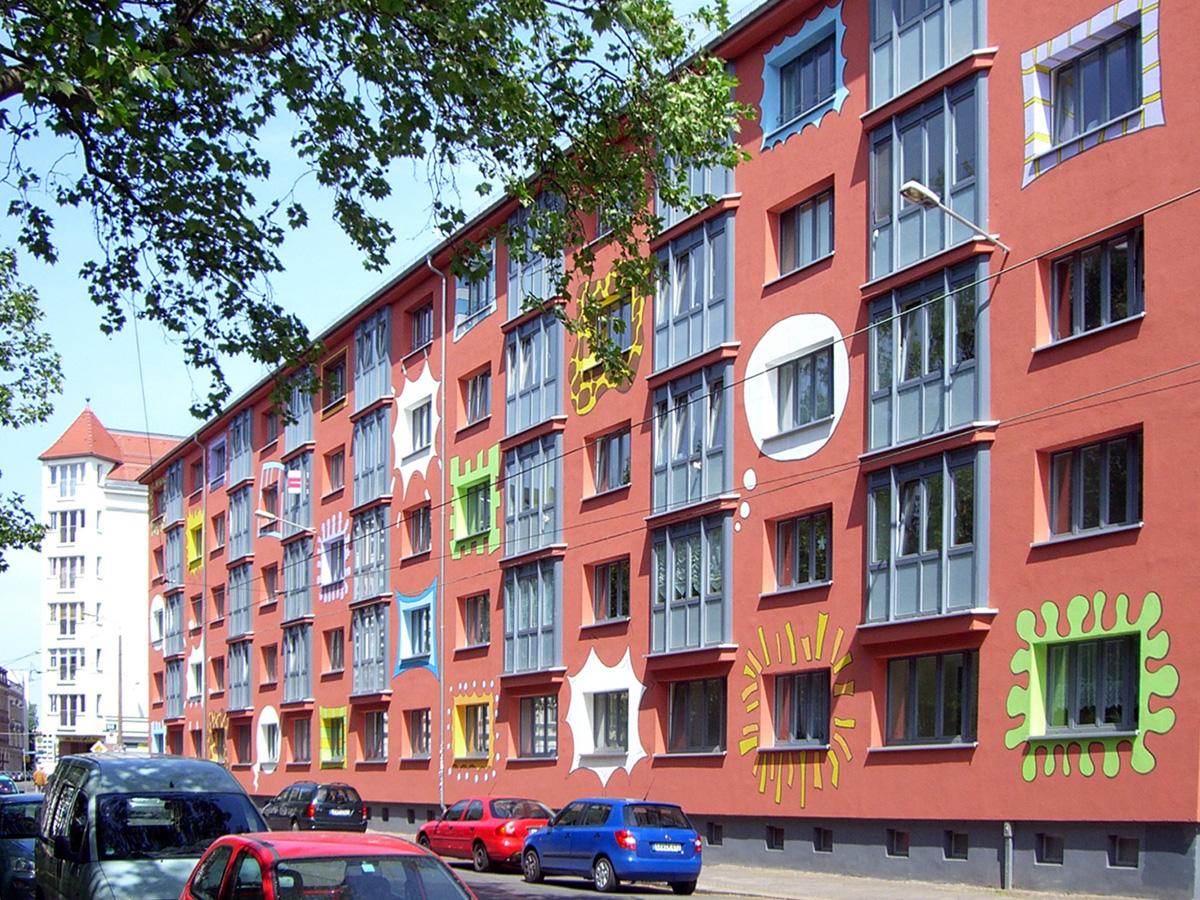
Nuovo edificio ristrutturato della DDR in Arthur-Hoffmann-Strasse

### Cultura e tempo libero

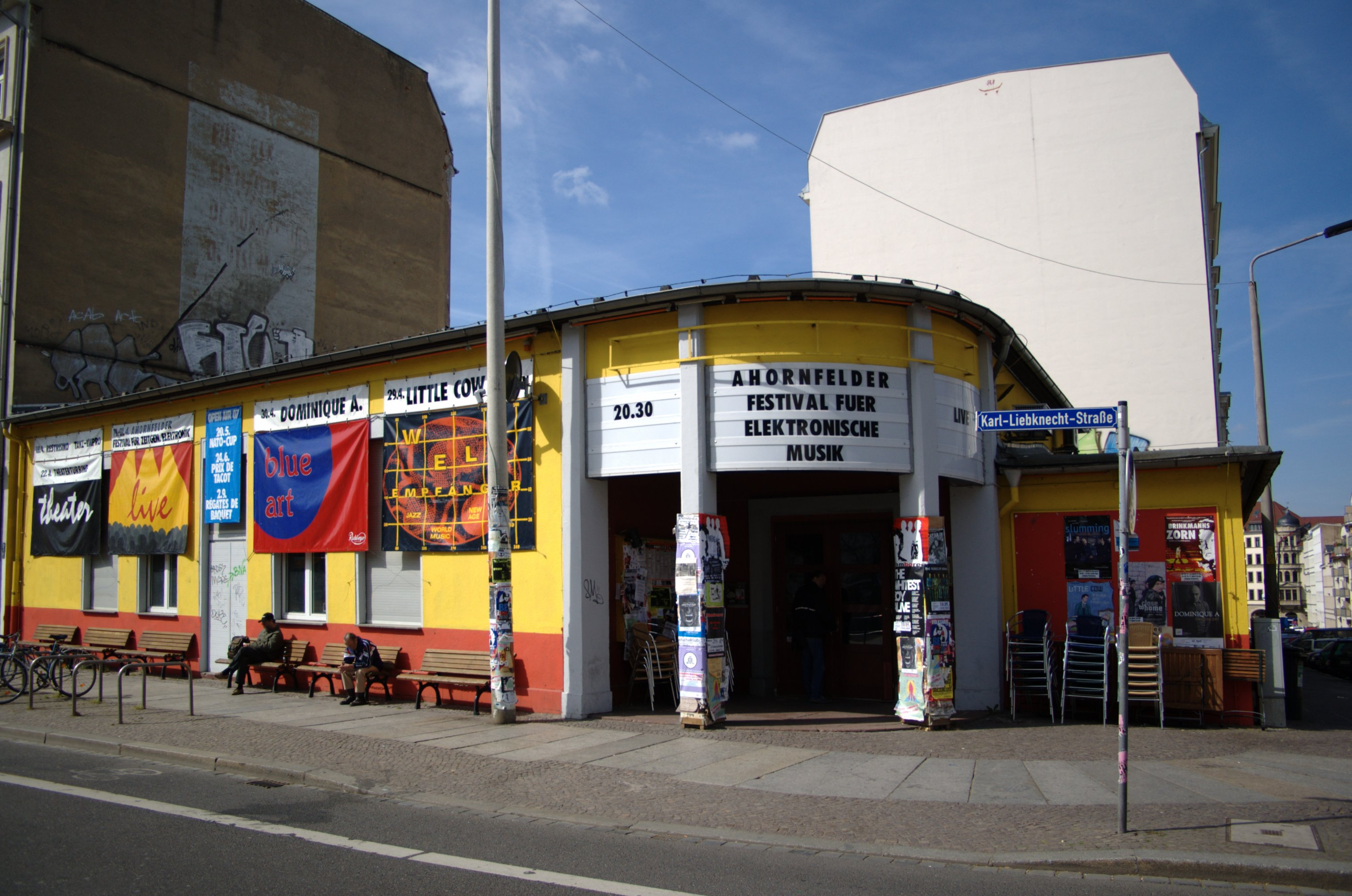
Ingresso alla naTo

Karl-Liebknecht-Straße con i suoi numerosi ristoranti, pub e caffè all'aperto, nonché piccoli negozi, è un luogo popolare per passeggiare e rilassarsi. Poiché viene trattata una vasta gamma di argomenti, alcune persone chiamano questa zona della Südvorstadt anche un quartiere alla moda.
Il centro culturale e di comunicazione naTo era in passato una "Casa della cultura del Fronte nazionale della Repubblica democratica tedesca". In realtà, è gestito dall'associazione naTo e. V. centro culturale e di comunicazione e offre concerti, cinema d'essai, letture letterarie, spettacoli teatrali ed eventi su temi politici. La Distilleria è più speciale. È il più antico club techno della Germania dell'Est ed è uno dei quindici club techno più noti e influenti della Germania. Nella "Haus Steinstraße", la "Haus Steinstraße e. V. - Associazione per la cultura, l'istruzione e i contatti" offre programmi culturali ed educativi per bambini e giovani in laboratori di teatro, danza, musica, pittura, grafica, stampa, ceramica, nuovi media, invenzione e costruzione. L'edificio ospita anche il DachTheater Leipzig, un palcoscenico per bambini e giovani attori dilettanti. I professionisti, invece, padroneggiano negli studi di Media City programmi televisivi con partecipazione del pubblico come “Riverboat” o “Sonntag!” (in italiano: domenica!).

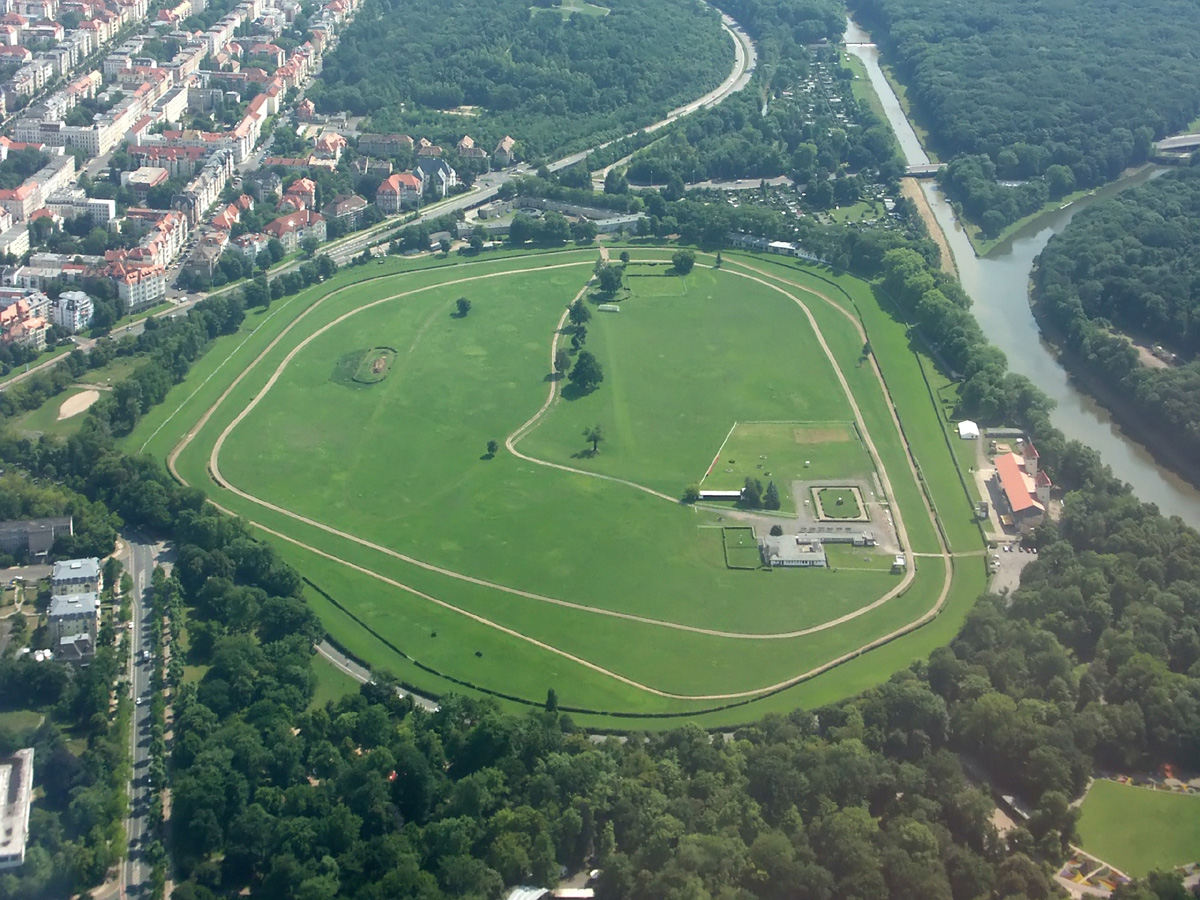
Il ippodromo di Scheibeholz

Il tradizionale ippodromo di Scheibenholz costituisce la transizione verso il parco e la foresta fluviale. Nel 1867, fu il quarto ippodromo ad essere istituito in Germania, ma oggi ospita solo poche giornate di gare all'anno.
Il Fockeberg, che fa anche parte del quartiere Südvorstadt, è stato creato dalle macerie della guerra della città, ma ora è ricoperto di foreste, offre una vista dell'intera città ed è un luogo popolare per rilassarsi. Sport (Fockeberg run) e altre competizioni si svolgono sul suo terreno.
A sud del luogo delle corse dei cavalli si trova la sezione di orto urbano “Südvorstadt”, fondata nel 1874. È il secondo complesso di orti urbani più antico di Lipsia.

## Traffico

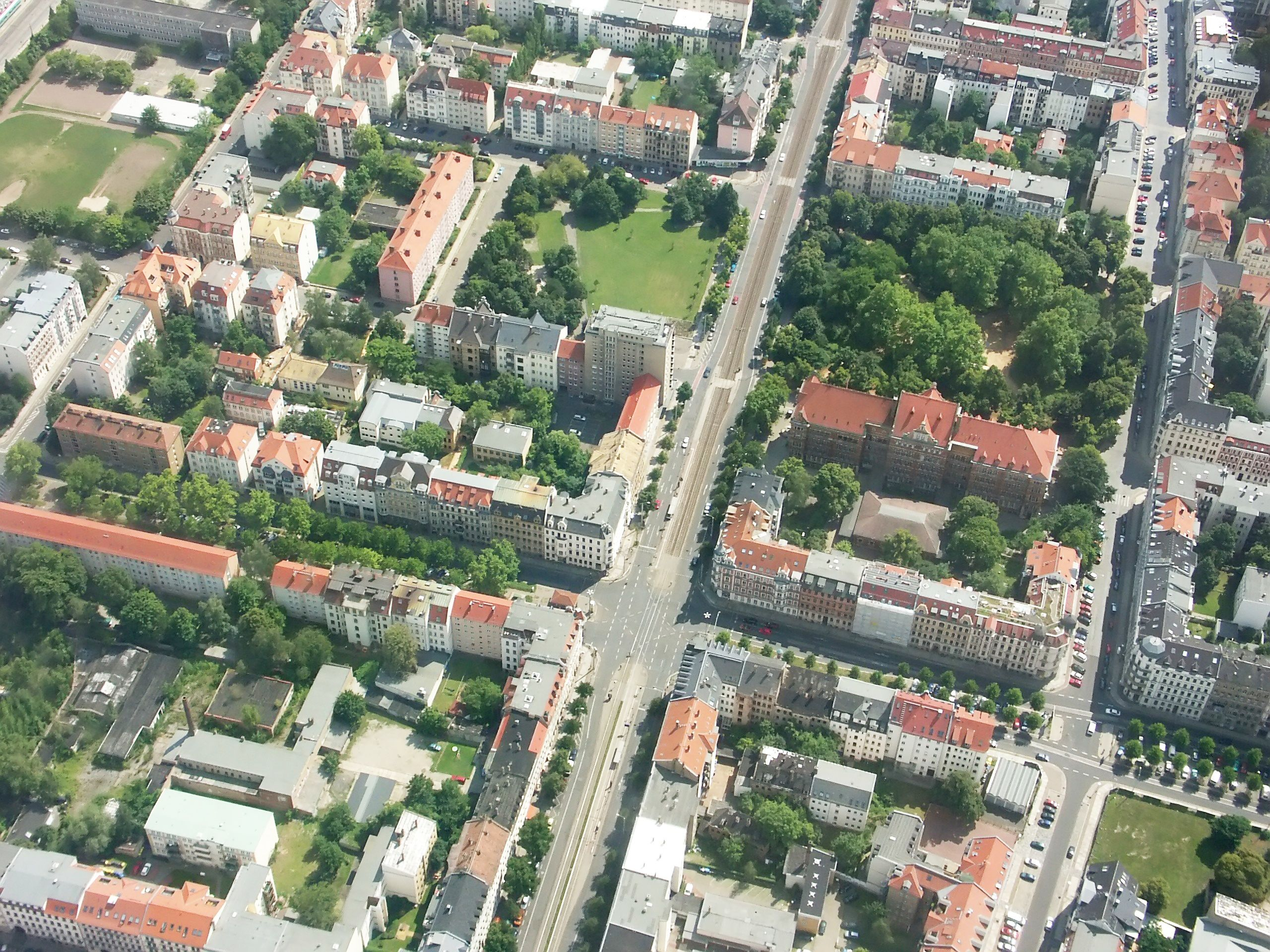
Incrocio Kurt-Eisner-/Karl-Liebknecht-Strasse

Le strade principali della Südvorstadt sono, in direzione nord-sud, Karl-Liebknecht-Straße (ex Süd- o Adolf-Hitler-Straße), che è considerata una passeggiata, Arthur-Hoffmann-Straße (ex Bayrische Straße), August-Bebel-Straße (ex Kaiser-Wilhelm-Straße) che è disposta come un viale con numerosi edifici rappresentativi, e Wundtstraße come collegamento a quattro corsie con la Bundesstraße 2 (B 2). In direzione est-ovest, Richard-Lehmann-Straße (= B 2, ex Kaiserin-Augusta-Straße) corre lungo il confine meridionale del quartiere. In precedenza, il collegamento tramite Kurt-Eisner-Straße (ex Kronprinz-Straße) con i quartieri sud-orientali era interrotto dalla linea ferroviaria. Oggigiorno si trovano la rampa del tunnel cittadino di Lipsia e un collegamento stradale tra Kurt-Eisner e Semmelweisstraße attraverso il nuovo ponte Semmelweis.
Le linee del tram 9, 10 e 11 e le linee degli autobus 60, 70, 74 e 89 attraversano la Südvorstadt. Tutte le linee che attraversano il tunnel cittadino della S-Bahn della Germania Centrale (S 1 - S 6) fermano alla stazione MDR di Lipsia sul margine orientale del quartiere (accesso tramite Semmelweisstraße).
Kochstraße è di importanza storica in termini di trasporto. Era l'antica via di collegamento da Lipsia a Connewitz, nota anche come Connewitzer Chaussee. Faceva parte della via commerciale medievale Via Imperii. Dal 1872 in poi, il tram trainato da cavalli di Lipsia la percorreva fino a Connewitz.